# 欧巴斯
欧巴斯（法語：Aubas，法語發音：[obas]）是法国多尔多涅省的一个市镇，属于萨拉拉卡内达区。

## 地理
欧巴斯（45°4'54"N, 1°11'27"E）面积17.53 平方千米，位于法国新阿基坦大区多爾多涅省，该省份为法国西南部内陆省份，是法國本土面积第三大的省，大致对应佩里戈尔地区，北起顺时针与夏朗德省、上维埃纳省、科雷兹省、洛特省、洛特-加龙省、吉倫特省和滨海夏朗德省接壤。
与欧巴斯接壤的市镇（或旧市镇、城区）包括：莱法尔日、佩里戈尔地区欧里亚克、拉巴谢勒里、韦泽尔河畔孔达、蒙蒂尼亚克-拉斯科、科利-圣阿芒。
欧巴斯的时区为UTC+01:00、UTC+02:00（夏令时）。

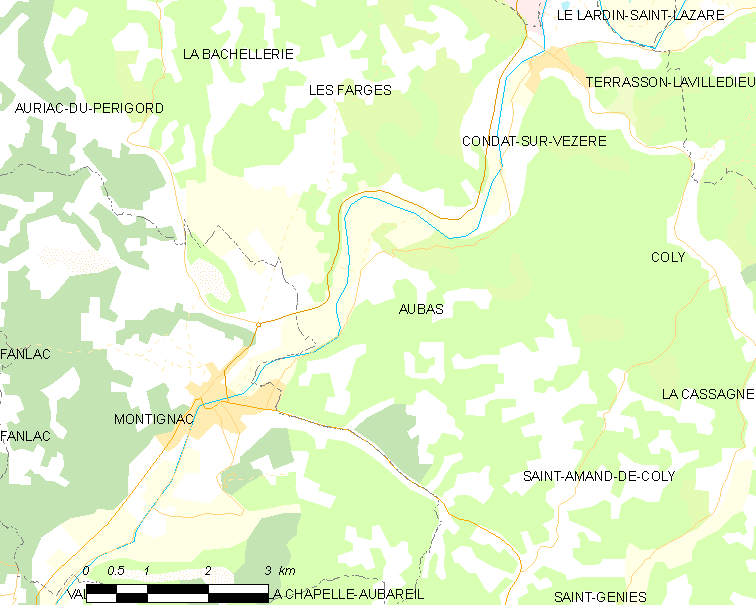
欧巴斯的OSM定位图

## 行政
欧巴斯的邮政编码为24290，INSEE市镇编码为24014。

## 政治
欧巴斯所属的省级选区为人谷县。

## 人口

1962-2008年间欧巴斯人口变化图示

欧巴斯于2022年1月1日时的人口数量为615人。